# Billy Joel
William Martin "Billy" Joel (sinh ngày 9 tháng 5 năm 1949) là một nghệ sĩ dương cầm, ca sĩ và nhạc sĩ người Mỹ. Kể từ ngày phát hành ca khúc đầu tiên, "Piano Man", vào năm 1973, Joel sở hữu số lượng album được tiêu thụ kỷ lục, đứng thứ 6 trong danh sách các nghệ sĩ và thứ 3 trong danh sách các nghệ sĩ solo bán được nhiều album nhất tại Hoa Kỳ.  Album "Greatest Hits Vol 1&2" đứng thứ 3 trong danh sách các album bán chạy nhất tính đến thời điểm phát hành.  
Có 33 ca khúc của Joel lọt vào bảng xếp hạng Top 40 hits vào thập niên 70, 80 và 90, tất cả đều do chính ông sáng tác. Trong sự nghiệp của mình, Joel đã giành được 6 giải Grammy trên tổng số 23 đề cử. Tính đến nay, đã có 150 triệu album của Joel được tiêu thụ trên toàn thế giới. 
Joel đã vinh dự được ghi danh vào Đại sảnh Danh vọng nhạc sĩ (1992) (Songwriters Hall of Fame), Đại sảnh Danh vọng Rock and Roll (1999), và Đại sảnh danh vọng Long Island (2006). Năm 2001, Joel đã nhận giải thưởng Johnny Mercer từ Đại sảnh Danh vọng nhạc sĩ. Năm 2013, Joel được vinh danh tại trung tâm Kennedy Center Honors, niềm vinh dự cao quý nhất đối với mỗi nghệ sĩ sự vì những ảnh hưởng tới văn hóa Mỹ thông qua nghệ thuật. Ngoại trừ 2 ca khúc "All My Life" và "Christmas in Fallujah", Joel đã ngừng việc sáng tác và phát hành các sản phẩm âm nhạc từ năm 1993 với album "River of Dreams". Tuy nhiên, ông vẫn tiếp tục đi tour và trình diễn các ca khúc đã tạo dựng lên tên tuổi mình tại các buổi hòa nhạc cá nhân. 